# مصرف تجاري
تعتبر المصارف التجارية (Commercial Banks)، أول ما عرف من المصارف في النظام المصرفي، حسب مفهومهُ الحديث. وهي لهذا تحتل مركزاً مهماً في السوق النقدية، وتباشر كافة أعمال السوق، حيث تقوم بجمع أموال المدخرين في صورة ودائع قصيرة الأجل وتقبل السندات لأمر (الكمبيالات) وتمول التجارة الخارجية وتمنح الأئتمان للمؤسسات والأفراد وإلى غير ذلك من الأعمال التي يزخر بها السوق النقدي.